# Strigolniki
Die Strigolniki (singular Strigólnik, russisch Стригольник) waren die Mitglieder einer religiösen Bewegung, die sich in Russland Mitte des 14. Jahrhunderts und Anfang des 15. Jahrhunderts entwickelte. Sie widersetzten sich der orthodoxen Hierarchie, warfen der russischen Geistlichkeit Simonie vor und verwarfen die Beichte. Die Strigolniki wurden als Häretiker verfolgt. Sie hatten ihren Sitz namentlich in Nowgorod und Pskow.

## Name
Selbst für Zeitgenossen war der Ursprung des Namens der Strigolniki erklärungsbedürftig. Eine Theorie besagt, dass das Wort sich aus der umstrittenen Etymologie des Wortes „striči“ (= scheren) ableitet, und auf die religiöse Deutung des Haarscherens als Aufnahmeritus in die Sektengemeinschaft anspielt.

## Ziele
Da die Amtskirche die Schriften der Strigolniki systematisch vernichtet hat, können deren Glaubensinhalte nur aus den Vorwürfen der Orthodoxie rekonstruiert werden. Die von den Strigolniki vorgebrachten Anschuldigungen richteten sich insbesondere gegen die Besitzgier der Kirche und der Geistlichen. Die Verwerfung der Simonie und des bezahlten Totengebets gehörten zu den grundlegenden Motiven der Strigolniki und führten in ihrer Radikalisierung zur völligen Ablehnung der orthodoxen Hierarchie, ihrer Liturgie samt der Ikonenverehrung sowie der kirchlichen Dogmen der Jungfrauengeburt und der Dreifaltigkeit. Unter Berufung auf den Apostel Paulus tendierten sie zum allgemeinen Priestertum der Laien.

## Geschichte

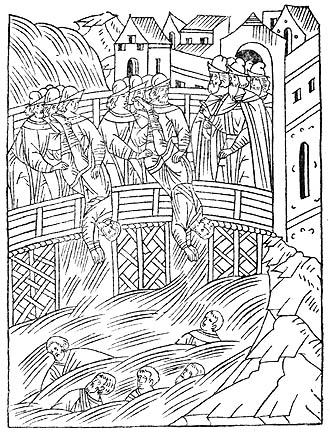
Die Strigolniki werden von der Wolchowbrücke in Nowgorod geworfen. Zeichnung aus der Nikonchronik entnommen

Zwar hatte es auf russischem Boden zuvor immer wieder Ketzer gegeben, die die dogmatischen Fundamente bzw. Praktiken der Kirche in Frage stellen, doch mit den Strigolniki tauchte erstmals eine heterodoxe Bewegung auf, die einen größeren Kreis von Anhängern um sich scharen konnte.
Zu den Strigolniki gehörten viele Diakone, die aufgrund ihrer beruflichen Tätigkeit als Kaufleute gegenüber dem Gemeindeklerus einen Bildungsvorsprung hatten, da sie auch über aus dem Ausland importierte Bücher verfügten. Die Strigolniki konnten vor allem unter Bürgern, Handwerkern, Gebildeten und Kaufleuten Einfluss gewinnen, die gegen die Kirchensteuer waren.
Zwar können sich die Strigolniki nicht eindeutig als „Massenbewegung“ bezeichnen lassen, doch die innerkirchliche Kritik der Strigolniki stellte die Glaubwürdigkeit der Amtskirche derart in Frage, dass die Kirchenführung in an den Klerus und die Bewohner Nowgorods und Pskows gerichteten Sendschreiben versuchte, die Strigolniki zu diskreditieren. Zu den Verfassern dieser Sendschreiben gehörten unter anderen der Metropolit Fotij, der Patriarch Neilos von Konstantinopel und der Bischof von Perm Stefan.
Die Strigolniki wurden exkommuniziert, verfolgt, verbannt oder getötet. Sie breiteten sich trotz der Versuche Iwans II. sie zu unterdrücken auch außerhalb Nowgorods und Pskows aus und hatten ihre meisten Bekenner in Polen, in den russischen Ostseeprovinzen und in der Gegend von Narva und Polozk. Die einzigen namentlich bekannten Mitglieder waren die Diakone Karp und Nikita. Altrussischen Chroniken zufolge wurden sie im Jahr 1375 zusammen mit einem weiteren Mitglied der Strigolniki von der Wolchowbrücke in Nowgorod geworfen und ertränkt.
Die Predigten der Strigolniki gelten als die ersten „Angriffe“ auf das Einkommen der russischen Kirche. Die Führung der Pskower und Nowgoroder Kirchen appellierte an das Volk, das Eigentum der Kirche unantastbar zu belassen. Der Metropolit Kiprian verfasste 1392 ein an den Erzbischof Nowgorods Johann II. gerichtetes Statut, indem er sich ausschließlich mit dem Belang befasste, dass  sich kein Bauer in das Besitztum der Kirche einmischen sollte. 1395 schrieb er eine ähnliche Warnung an den Patriarchen Pskows. Der Metropolit Fotios erwähnte die Unantastbarkeit des Eigentums der Kirche in seinen Lehren an den Großfürst Wassili I.